# 뉴스펭귄
뉴스펭귄은 멸종위기와 멸종을 재촉하는 기후위기에 맞서는 뉴스 미디어를 표방하고 2018년부터 관련 기사를 생산하고 있는 언론매체이다.

## 취재·보도 및 편집 준칙
- 멸종·기후위기에 집중

멸종에서 지구공동체를 구하는 사례와 이슈를 찾아 보도한다.
- 과학적 근거에 기초한 취재·보도

구체적 수치와 합리적 근거로 현상을 분석한다.
- '함께 쓰는 지구' 가치 실현

기후변화를 막기 위한 전세계 시민들의 노력을 응원한다.
- 글로벌 연대와 실천에 기여

정치적 이해관계, 국수적 '자국 우선주의'에 명백하게 반대한다.
- '독자적인' 기사 발굴

웹을 타고 전세계 곳곳을 탐색해 ‘우리만의 뉴스’를 만든다.
- 재미와 의미를 담은 '잘 읽히는' 뉴스

누구든지 쉽고 재미 있게 읽을 수 있도록 뉴스와 콘텐츠의 경계를 낮춘다.
- 뉴스유통의 '뉴노멀' 트렌드 주도

밀레니얼이 익숙한 SNS 등 새로운 뉴스콘텐츠 유통에 관심을 갖는다.

## 연혁
- 2017년 매체 등록
- 2018년 콘텐츠 생산 개시 (그린포스트의 한 파트)
- 2018년 '세계 펭귄의 날' 캠페인(동물권행동 카라와 공동)
- 2019년 콘텐츠 생산량 확대
- 2019년  기후위기 비상행동 중점보도
- 2019년 ‘세이브 펭귄’ 캠페인(영풍문고 공동)
- 2020년 기후변화네트워크와 업무제휴
- 2020년 언택트 트렌드에 맞춰 ‘집콕 펭귄 챌린지' 개최
- 2020년 우유팩 등 ‘빨대 반납 운동’ 기획 보도
- 2020년 SNS를 통한 콘텐츠 서비스 개시
- 2020년 독립적 뉴스생산체제 구축

## 발행인
10여 년 전부터 환경 전문 채널 '환경TV'를 통해 미세 플라스틱의 위험성에 대해 꾸준히 문제를 제기해오고, 환경, 경제 매체인 "그린포스트코리아"를 운영하며 언론사로 돈을 벌고 싶은 김기정이 발행인을 맡고 있다.